# Возбуждённый (эсминец)
«Возбуждённый» — эскадренный миноносец проекта 56 (код НАТО — «Kotlin class destroyer»).

## История строительства
Зачислен в списки ВМФ СССР 15 сентября 1953 года. Заложен на заводе № 199 им. Ленинского комсомола в Комсомольске-на-Амуре 29 июня 1955 года (строительный № 85), спущен на воду 9 июня 1957 года. Принят флотом 31 октября 1957 года, 14 ноября 1957 года эсминец вступил в состав Советского Военно-Морского Флота.

## Служба
Корабль после вступления в строй вошёл в состав 175-й БЭМ Тихоокеанского флота ВМФ СССР. С 17 по 21 ноября совместно с крейсером «Адмирал Сенявин» и эсминцем «Выдержанным» под флагом вице-адмирала В. А. Фокина посетил Джакарту (Индонезия), по итогам года признан лучшим кораблём Тихоокеанского флота.
С 24 августа 1965 по 16 июля 1969 года эсминец прошёл модернизацию по проекту 56А на «Дальзаводе» (79-я бригада строящихся и ремонтируемых судов, Владивосток), после её завершения включён в состав 9-й ди ПЛК, но 26 декабря переведён в состав 175-й БРК; с 13 по 26 апреля 1970 года корабль принимал участие в учениях «Океан», пройдя за время учений 3825 морских миль.
В период с 17 июля 1970 по 8 февраля 1971 года «Возбуждённый» участвовал в несении боевой службы в Индийском океане; за время несения службы эсминец прошёл 23 140 морских миль, посетил порты Бербера (четыре раза) и Аден, обеспечивал подъём космического аппарата «Зонд-8». 16 июня 1971 года включён в состав 173-й БЭМ Камчатской флотилии, в ноябре совершил поход в Индийский океан. В январе 1972 года корабль вышел на новую боевую службу в Индийский океан совместно с БПК «Строгий» (под флагом контр-адмирала В. С. Круглякова), с 11 по 16 апреля КУГ нанесла визит в Ум-Каср (Ирак), с 10 по 15 июля 1972 года — в Порт-Луи (Маврикий).
С 7 октября 1975 по 2 марта 1978 «Возбуждённый» находился в ремонте на «Дальзаводе». В 1979 году вышел на боевую службу в Индийском океане: в составе КУГ (совместно с ракетным крейсером «Адмирал Фокин» и БПК «Строгий») с 5 по 9 ноября нанёс визит в Хайфон (Вьетнам), с боевой службы возвращался своим ходом.
В 1981 году эскадренный миноносец выполнял задачи боевой службы в Индийском океане, с 26 по 31 мая 1981 года нанёс визит в Аден (Южный Йемен). 8 марта 1982 года приказом министра обороны СССР корабль был отправлен на консервацию и поставлен на прикол. В 1984-1988 нес боевое дежурство в Петропавловске-Камчатском. Приказом министра обороны СССР от 25 апреля 1989 года исключён из списков кораблей ВМФ СССР и 1 октября расформирован. В 1990 году затоплен у берегов Камчатки после проведения по нему артиллерийских стрельб.

## Особенности конструкции
В ходе модернизации корабля по проекту 56-А на «Возбуждённом» были установлены: ЗРК «Волна» с ПУ ЗИФ-101 и системой «Ятаган», для чего понадобилось снять кормовую артиллерийскую башню, 2 РБУ-6000 с ПУСБ «Буря», РЛС МР-310 «Ангара», две РЛС «Дон» (с антенным постом на фок-мачте), ГАС «Геркулес», на средней надстройке в районе кормового котельного кожуха — четыре спаренных ЗАК АК-230 с РЛС «Рысь». Также на корабль установили МГ-409, станцию теплового следа МИ-110К и МИ-110Р (приёмник размещён в носовой оконечности), новая система ПУТС «Зуммер», новый торпедный аппарат — МПТА-53М, система «Дозор-Тритон». В обоих машинно-котельных отделениях оборудовали посты дистанционного управления.

## Известные командиры (войсковая часть 60195)
Кораблём командовали:
- на 1957 год — капитан-лейтенант Волобуев[1];
- на 1959 год — капитан-лейтенант М. Г. Путятинцев[1];
- на 1962 год — капитан 3-го ранга Ф. Захаров[уточнить];
- -1967-1968-1973- — капитан 2-го ранга Подольский Вадим Николаевич[1];
- на ноябрь 1979 — капитан 2-го ранга Н. Иванов[1];
- на май 1981 — капитан 2-го ранга А. Ремез[1].
- на 1983 — капитан 2-го ранга Горожанкин[уточнить]
- на 1984—1988 — капитан 2-го ранга Н. В. Плешков[уточнить]
- на 1989 — капитан 2-го ранга С. Лебедев[уточнить]

## Бортовые номера
В ходе службы эсминец сменил ряд следующих бортовых номеров:
- № 485 (1959)[1];
- № 887 (1962)[1];
- № 043 (1961 или 1963)[уточнить];
- № 420 (1970)[1];
- № 417 (1974);
- № 418 (1977)[1];
- № 785 (с августа 1977)[1];
- .  704 (с сентября 1981)
- № 799 (1984)[уточнить];
- № 513 (с 5 мая 1984)[1];
- № 745 (1987)[1].